# Guerra civile romana (193-197)
La guerra civile romana degli anni 193-197 nacque come conseguenza degli omicidi prima di Commodo il 31 dicembre del 192 e quello successivo di Pertinace, che aveva avuto in un primo momento il consenso di Senato e guardia pretoriana. La guerra che ne derivò vide contendersi il trono imperiale quattro pretendenti, tra i quali emerse Settimio Severo, fondatore della dinastia dei Severi.

## Contesto storico
Con la morte di Commodo terminava la dinastia degli Antonini, iniziata con Antonino Pio e continuata con i figli adottivi Lucio Vero, Marco Aurelio e la moglie di quest'ultimo, Faustina minore, figlia dello stesso Pio. L'uccisione di Commodo portò sul trono Pertinace, uno dei migliori generali di quell'epoca, in passato molto vicino all'"imperatore filosofo" Marco Aurelio nei lunghi anni di guerra lungo il fronte settentrionale. Pertinace, devotissimo al Senato al punto da pensare in un primo momento di cedere il trono al nobile senatore Acilio Glabrione, si sforzò di riformare le distribuzioni di alimenti e di terre, ma si scontrò con l'antagonismo della nobiltà e della guardia pretoriana, che si aspettava da lui generosi donativi. Una seconda cospirazione portò al suo assassinio da parte della guardia pretoriana, che non ne aveva apprezzato l'operato e le prospettive future.

## La guerra civile (193-197)
La crisi generata con la successiva morte di Pertinace evidenziò che, se dapprima fu la guardia pretoriana a disporre del trono di Roma (con Pertinace e Didio Giuliano), come era accaduto durante la precedente guerra civile del 68-69, anche in questa circostanza furono le legioni dei differenti fronti strategici, in primis quello danubiano-illirico (di Settimio Severo), a prendere il sopravvento. Le legioni siriane proclamarono, infatti, l'allora loro governatore, Pescennio Nigro, che però soccombette a Severo nel 194; le legioni di Britannia proclamarono Clodio Albino, associato in un primo momento al trono come Cesare da Severo e poi dallo stesso sconfitto nella Battaglia di Lugdunum del 197, che portò alla fine delle ostilità.

### Guerra tra Severo e Giuliano (193)

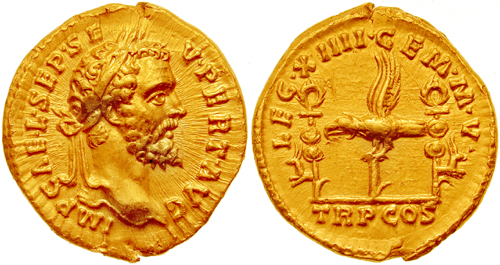
Aureo di Settimio Severo, coniato per celebrare la fedeltà dalla legione XIIII Gemina Martia Victrix, che lo elesse imperatore.

Dopo l'assassinio di Pertinace, i Pretoriani, guidati da Quinto Emilio Leto, indissero un'asta per aggiudicare l'impero a chi pagava di più. L'asta venne vinta dal senatore Didio Giuliano, che venne dichiarato imperatore. Tuttavia, nelle lontane province tre generali non riconobbero Giuliano: costoro erano Settimio Severo, Pescennio Nigro e Clodio Albino. Albino era il governatore della Britannia, Severo della Pannonia, e Nigro della Siria. L'esercito della Siria, con l'appoggio della popolazione locale, proclamò Nigro Augusto e come tale fu riconosciuto dai regni orientali nonché dalle province asiatiche dell'Impero romano. Tuttavia, secondo quanto narra Erodiano, Nigro perse tempo prezioso in bagordi ad Antiochia quando avrebbe dovuto cercare di ottenere il sostegno dalle città illiriche e marciare su Roma. Nel frattempo la notizia dell'usurpazione di Nigro raggiunse le province illiriche, e le legioni della Pannonia, intenzionate a marciare su Roma per vendicare l'assassinio di Pertinace per mano dei pretoriani, proclamarono a loro volta imperatore il governatore Severo, di origini libiche. Severo riuscì a ottenere il riconoscimento delle province circostanti promettendo loro grandi ricompense. Mediante delle lettere, Severo riuscì a ottenere il supporto di tutte le legioni di stanza nelle province illiriche, e assunse come secondo nome quello di Pertinace, al fine di ottenere il supporto dei sostenitori di quell'imperatore, che senz'altro erano intenzionati a vendicare la sua uccisione. Inoltre, Severo era consapevole del rischio che il governatore della Britannia Albino potesse anticiparlo nel raggiungere Roma e impadronirsi del trono; per convincerlo a rimanere in Britannia, gli promise che una volta conquistata l'Urbe gli avrebbe conferito il titolo di Cesare, cioè lo avrebbe nominato suo erede al trono.
Dopo la distribuzione di denaro ai soldati e l'acquisizione delle necessarie vettovaglie, le legioni di Severo (6 000 uomini secondo Cassio Dione) marciarono rapidamente sull'Italia; Severo, deciso a raggiungere l'Italia il più rapidamente possibile, concedeva alle sue truppe solo il minimo riposo indispensabile per reggere l'estenuante marcia, pur condividendo i loro stenti, dormendo in una tenda comune e mangiando e bevendo lo stesso cibo distribuito alle truppe, e per questo acquisì stima, ammirazione e popolarità presso i propri soldati. Quando la notizia della marcia di Severo raggiunse Roma, ancora ignara della sua usurpazione, Didio Giuliano, allarmato, lo fece dichiarare dal senato romano nemico pubblico dello stato, e accumulò quanto più oro possibile per distribuirlo alla guardia pretoriana al fine di conservarne l'appoggio. Nel frattempo non osava uscire di Roma rifiutando di seguire il consiglio di marciare alla testa dell'esercito per occupare i passi delle Alpi in modo da ostacolare l'entrata in Italia dell'esercito ribelle. Ordinò piuttosto alla guardia pretoriana di prepararsi alla difesa armata dell'Urbe e di scavare trincee. Decise inoltre di utilizzare nell'imminente scontro degli elefanti da guerra, nella speranza di far fuggire alla sola loro vista le truppe illiriche di Severo. Erodiano riporta che l'intera Urbe si esercitò nell'uso delle armi. Nel frattempo l'entrata in Italia di Severo fu ben accolta dalla popolazione che gli andò incontro per dargli il benvenuto. Severo si impadronì di Ravenna senza difficoltà e le truppe che Giuliano aveva inviato contro di lui per sconfiggerlo in battaglia o per costringerlo al ritiro passarono dalla sua parte. Severo marciò rapidamente su Roma.
Tuttavia, Severo, dopo aver diviso il suo esercito in piccoli gruppi, ordinò loro di camuffarsi da civili, tenendo nascoste le proprie armi, e con questo espediente riuscì a introdurre indisturbate le proprie truppe nell'Urbe, senza che Giuliano se ne accorgesse. A fatto compiuto, Giuliano tentò disperatamente di conservare il trono proponendo a Severo di associarlo al trono e governare insieme l'impero. Nel frattempo però Giuliano fu abbandonato dal popolo, dai pretoriani e finanche dal Senato: i soldati, persuasi dalle lettere di Severo che, se gli avessero consegnato i responsabili della morte di Pertinace e deposto Giuliano, non avrebbero sofferto alcun danno, arrestarono i responsabili dell'assassinio di Pertinace, e informarono degli sviluppi Marco Silio Messalla, all'epoca console. Quest'ultimo riunì il senato nell'Athenaeum, e lo informò delle azioni dei soldati: il senato decise di proclamare la deposizione di Giuliano, di riconoscere Severo quale unico imperatore, nonché di decretare onori divini a Pertinace. Didio Giuliano fu dunque giustiziato da un tribuno militare inviato dal senato il 1 giugno 193 dopo soli sessantasei giorni di regno, e Severo divenne il nuovo Imperatore di Roma.
Dopo aver appreso della deliberazione del Senato e della conseguente uccisione di Giuliano, Severo giustiziò i responsabili diretti della morte di Pertinace che gli erano stati consegnati. Quanto al resto dei pretoriani, il nuovo imperatore escogitò un espediente per farli prigionieri: inviò lettere private a centurioni e tribuni, promettendo loro ricche ricompense se avessero persuaso i pretoriani a sottomettersi al nuovo imperatore. Inviò inoltre una lettera al campo pretoriano ordinando ai soldati di presentarsi disarmati al suo cospetto per prestare giuramento di fedeltà e continuare a servire come guardie del corpo imperiali. Non sospettando un inganno e persuasi dai loro tribuni, i pretoriani si presentarono disarmati al cospetto dell'imperatore ma a un dato segnale furono circondati dai soldati illirici. L'Imperatore li incriminò per aver violato il giuramento assassinando Pertinace e rinfacciò loro di non essere degni di servire l'imperatore ma mostrò una relativa clemenza: li spogliò di tutte le uniformi e di tutte le insegne militari e li bandì dall'Urbe, minacciandoli di morte se avessero osato rimanere anche solo a un centinaio di chilometri da Roma. Inoltre, nel frattempo, aveva inviato uomini di sua fiducia all'accampamento dei pretoriani per impedire loro di reimpadronirsi delle loro armi.
Successivamente, il 9 giugno 193, Severo entrò a Roma accolto dal popolo e dal senato. Il giorno successivo, in un discorso al senato, promise che avrebbe favorito i senatori e avrebbe assunto non solo il nome di Pertinace ma anche i suoi modi. In realtà, afferma Erodiano, Severo era particolarmente abile nel non mantenere le promesse. Ciò è confermato anche da Cassio Dione che afferma che le promesse al senato non furono del tutto mantenute, come quella che non avrebbe mai fatto giustiziare alcun senatore, cosa smentita successivamente dall'esecuzione non molto tempo dopo di Giulio Solone. Dopo aver trascorso un breve periodo a Roma, nel corso del quale si rese artefice di generosi doni al popolo, decise di scegliere i nuovi pretoriani tra i soldati meglio qualificati delle sue legioni illiriche. Cassio Dione, tra l'altro, accusò il nuovo Imperatore di aver reso più turbolenta l'Urbe ammettendovi troppe truppe e per aver gravato l'economia statale con eccessive spese di denaro e per aver confidato le proprie speranze di sicurezza personale nella forza del suo esercito piuttosto che sulla buona volontà dei suoi ministri. Altre sue colpe, secondo l'ottica senatoriale, furono l'aver abolito la pratica di selezionare i pretoriani esclusivamente dall'Italia, Spagna, Macedonia e Norico, ordinando che i posti vacanti sarebbero stati riempiti scegliendo soldati da ogni legione.

### Guerra tra Severo e Nigro (193-195)
Poiché l'usurpatore Nigro era ancora ad Antiochia dedito a una vita lussuriosa, Severo decise di attaccarlo di sorpresa prima che potesse allestire le difese. Reclutò nel suo esercito numerosi giovani italici e ordinò a quelle legioni illiriche che non lo avevano seguito in Italia di dirigersi in Tracia e attenderlo lì. Riempì di soldati una flotta di triremi e la inviò lì. Severo era infatti consapevole che fosse necessario un forte esercito per sconfiggere le legioni asiatiche di Nigro. Nel frattempo aveva mantenuto la promessa di concedere il titolo di Cesare a Clodio Albino, per non dover combattere su due fronti e per poter marciare in Oriente contro Nigro senza dover temere che Albino potesse marciare su Roma approfittando della sua assenza. Dopo aver disposto così le cose, Severo partì per l'Oriente con le legioni illiriche.
Allarmato dalle notizie che Severo aveva occupato Roma, era stato proclamato imperatore dal Senato e stava conducendo le legioni illiriche contro di lui, Nigro inviò ordini ai governatori delle province orientali affinché fosse mantenuta una rigorosa guardia su tutti i passi e i porti, e al contempo richiese rinforzi al re dei Parti, a quello armeno e a quello di Hatra. Il re armeno gli negò i rinforzi, quello partico glieli promise non appena avesse ordinato ai suoi governatori di reclutare truppe, invece Barsemio, re di Hatra, inviò un contingente di arcieri nativi in appoggio a Nigro. Nigro reclutò nel suo esercito molti cittadini di Antiochia, desiderosi di combattere per lui. Nigro ordinò di rinforzare le difese in corrispondenza della catena montuosa del Tauro, in modo da rendere impossibile attraversarla da parte dell'esercito nemico, e inviò un esercito a occupare Bisanzio in Tracia. Nigro ambiva al possesso di Bisanzio consapevole della sua importanza strategica: con il suo controllo avrebbe reso molto difficile all'esercito di Severo passare dall'Europa all'Asia mediante l'Ellesponto.
Nel frattempo l'armata di Severo marciava a gran velocità verso i territori di Nigro. Severo, essendo stato informato che Bisanzio era caduta nelle mani di Nigro, preferì marciare su Cizico, dove si scontrò con l'esercito dell'usurpatore comandato da Emiliano, governatore della provincia d'Asia. Le truppe di Severo riportarono una schiacciante vittoria, in cui cadde ucciso lo stesso Emiliano, stando a Cassio Dione. In seguito alla sconfitta di Cizico le truppe di Nigro si dispersero, alcune fuggendo in Armenia, altri in Galazia e in Asia, nella speranza di raggiungere le catene montuose del Tauro, mentre un distaccamento dell'esercito di Severo cominciò l'assedio di Bisanzio.
Nel frattempo l'esercito vittorioso di Severo invase la Bitinia. Quando la notizia della vittoria di Severo a Cizico si diffuse, i cittadini di Nicomedia passarono dalla parte di Severo, mandandogli inviati e promettendogli ogni assistenza. Al contrario quelli di Nicea, a causa dell'atavico odio che provavano per quelli di Nicomedia, accolsero con favore l'armata di Nigro, sia i fuggitivi della battaglia di Cizico che le truppe inviate da Nigro per difendere la Bitinia. Seguì un nuovo scontro, combattuto nei pressi degli stretti passi tra Nicea e Cio, in cui l'esercito di Severo, condotto dal generale Candido, riportò nuovamente la vittoria. Solo il sopraggiungere della notte e la vicinanza della città al campo di battaglia consentì all'esercito di Nigro di scampare al totale annientamento. Gli aderenti di Nigro sopravvissuti alla battaglia fuggirono verso la catena montuosa del Tauro, dove bloccarono i passi. Nel frattempo Nigro si diresse ad Antiochia per raccogliere truppe e denaro.
Attraversando la Bitinia e la Galazia, l'esercito di Severo penetrò nella Cappadocia, dove incontrò una strenua resistenza da parte delle truppe di Nigro che sfruttarono le difese naturali della regione per bloccare o quantomeno ritardare l'avanzata di Severo da ogni direzione. Nel frattempo le città di Laodicea in Siria e quella di Tiro in Fenicia decisero di defezionare passando dalla parte di Severo. Nigro inviò contro le due città ribelli un esercito di mauri che distrussero e rasero al suolo le due città massacrandone i cittadini. Nel frattempo l'esercito di Severo raggiunse la catena montuosa del Tauro e ne assediò le fortificazioni. L'assedio si rivelò molto difficile a causa delle difese naturali molto forti, ma un violento diluvio generò un forte torrente che minò le fondamenta delle mura causando il loro crollo. In seguito al crollo delle mura i difensori abbandonarono le loro postazioni fuggendo e l'esercito di Severo, che attribuì questo successo alla provvidenza divina, superò il Tauro e penetrò in Cilicia.
Il 31 marzo 194 nei pressi di Isso, in prossimità delle Porte della Cilicia, si combatté una nuova battaglia in cui le forze di Nigro ebbero nuovamente la peggio contro l'esercito di Severo condotto dai generali Anullino e Valeriano. Nella battaglia perirono 20 000 seguaci di Nigro, il quale fuggì precipitosamente ad Antiochia. In seguito alla presa di Antiochia qualche tempo dopo, Nigro fuggì verso l'Eufrate, intendendo rifugiarsi presso i Parti, ma gli inseguitori lo raggiunsero e lo catturarono, tagliandogli la testa. Severo fece inviare la testa dell'usurpatore a Bisanzio per tenerla esposta agli assediati in modo che la sua vista potesse indurre i Bizantini alla resa. Procedette inoltre a punire i seguaci di Nigro: non condannò a morte nessuno dei senatori romani, limitandosi a confiscarne i beni e a spedirli in esilio su delle isole. Severo punì severamente con la morte i soldati che avevano preso le parti di Nigro, indipendentemente se per scelta o per necessità. Diversi soldati di Nigro fuggirono oltre il Tigri presso i Parti; Severo cercò di farli tornare in territorio romano promettendo di perdonarli completamente, ma la maggioranza di essi, non fidandosi, preferirono rimanere presso i Parti, istruendoli sull'uso delle armi. Secondo Erodiano, Severo, non mantenendo le promesse, mise a morte insieme alla loro prole i governatori che erano stati spinti a tradire Nigro a causa del fatto che l'imperatore legittimo tenesse in ostaggio i loro figli; questo atto avrebbe gravemente danneggiato la reputazione dell'Imperatore.
A Severo non rimaneva che costringere alla resa Bisanzio, che continuava a opporre una strenua resistenza all'assedio delle truppe legittimiste anche dopo la morte di Nigro. Invece di impiegare tutte le sue forze in quell'assedio, Severo decise di intraprendere una spedizione punitiva in Mesopotamia contro i Parti, alleati di Nigro, mettendoli in rotta sull'Eufrate. Intanto, a Bisanzio, i cittadini, grazie anche a un certo Prisco, che aveva costruito efficaci macchine da guerra, resistettero a lungo prima di arrendersi per fame nel 195, dopo un assedio di circa tre anni. La città fu pesantemente punita da Severo che, dopo averla devastata e ridotta in villaggio, la privò della sua indipendenza e la concesse insieme al suo territorio agli abitanti di Perinto; allo stesso modo, secondo Erodiano, Antiochia fu concessa agli abitanti di Laodicea. Severo finanziò la ricostruzione delle città distrutte dai soldati di Nigro.

### Guerra tra Severo e Albino (195-197)
In seguito i rapporti tra Albino e Severo si inasprirono, e si preparava una nuova guerra civile. Forse ciò fu in parte dovuto alla decisione di Severo di proclamare Cesare suo figlio Caracalla, che indispettì Albino. In effetti, secondo quanto riferisce Cassio Dione, Severo non gli voleva più nemmeno riconoscere il titolo di Cesare, ora che Nigro era stato sconfitto, mentre Albino aspirava a diventare Augusto. Stando a quanto riferisce Erodiano, alcuni senatori, preferendo Albino a Severo per la sua appartenenza a una famiglia nobile e per la sua natura mite, scrissero lettere proditorie al Cesare britannico, esortandolo a rivoltarsi e a occupare Roma e l'Italia mentre Severo era impegnato altrove. Inoltre Albino cominciò a comportarsi in misura sempre maggiore come un vero e proprio imperatore. Severo decise allora di complottare contro Albino, ordinando agli ambasciatori che aveva deciso di inviare al Cesare o di farlo avvelenare oppure di assalirlo e ucciderlo in un momento in cui le guardie del corpo del Cesare erano assenti. Tuttavia Albino, intuendo gli intrighi di Severo anche grazie ai suoi consiglieri, incrementò il numero di guardie del corpo e rifiutò di ammettere nessun ambasciatore se questi non fosse stato in precedenza perquisito alla ricerca di eventuali armi nascoste. Quando gli inviati di Severo si presentarono al cospetto di Albino e gli chiesero di appartarsi con loro per ricevere ordini segreti, il Cesare, sospettando intrighi, li catturò e torturò, e, dopo aver ottenuto la confessione del complotto, li mise a morte.
Severo decise allora di allestire una spedizione contro Albino, che nel frattempo si era fatto proclamare Augusto dalle proprie truppe, facendolo dichiarare nemico pubblico dal senato romano. Nell'inverno 196-197 l'Imperatore partì con l'esercito alla volta della Gallia, non concedendo alle sue legioni alcun riposo durante la marcia. Erodiano narra che Severo dava esempi di coraggio e di costanza alle sue legioni, esponendosi alla pioggia e alla neve durante l'attraversamento di montagne molto alte e molto gelide (evidentemente le Alpi). Severo inviò un generale in avanguardia con un'unità di soldati per occupare i passi delle Alpi. Nel frattempo Albino era sbarcato in Gallia stabilendo lì i propri quartieri generali: inviò inoltre messaggi ai governatori provinciali ordinando loro di fornire al suo esercito denaro e cibo; alcuni di essi obbedirono (e furono in seguito puniti da Severo) mentre altri rifiutarono di eseguire l'ordine.
Cassio Dione riferisce l'aneddoto dell'insegnante Numeriano, il quale partì da Roma per la Gallia e, fingendosi un senatore romano inviato da Severo per reclutare un esercito, alla testa delle truppe reclutate in questo modo inflisse alcune perdite alla cavalleria di Albino, compiendo inoltre alcune altre imprese nell'interesse di Severo. Convinto che questo Numeriano fosse davvero un senatore, Severo gli inviò un messaggio nel quale lo lodava e gli diceva di aumentare le sue forze; Numeriano obbedì e riuscì nell'impresa di impadronirsi e di inviare a Severo settanta milioni di sesterzi. Dopo la vittoria su Albino, Numeriano confessò a Severo la verità, e rifiutò ogni onore, passando il resto della propria vita in campagna e ricevendo un piccolo sussidio dall'Imperatore per le sue necessità quotidiane.
Quando l'esercito di Severo giunse in Gallia, accaddero alcuni scontri minori (in uno dei quali Albino aveva sconfitto Lupo, uno dei generali di Severo), finché non ebbe luogo lo scontro decisivo nei pressi di Lione (battaglia di Lugdunum, il 19 febbraio 197), dove si scontrarono tra loro ben 150 000 romani. Nella prima fase della battaglia l'ala sinistra di Albino fu sconfitta e costretta a fuggire nel proprio accampamento; i soldati di Severo, lanciatisi al suo inseguimento, li annientarono e saccheggiarono le loro tende. L'ala destra di Albino, invece, aveva teso una trappola ai soldati romani, avendo scavato in precedenza di fronte al loro schieramento delle buche coperte alla superficie con terra per tenerle nascoste. Le prime linee dell'esercito di Severo, avanzando verso l'ala destra di Albino, caddero nella trappola precipitando nelle buche, mentre il resto fuggì nella confusione più totale, spingendo la retroguardia verso un profondo dirupo. I soldati di Albino approfittarono della confusione in cui era caduto l'esercito di Severo infliggendogli pesanti perdite con armi a lunga gittata e frecce. Severo tentò di intervenire insieme ai Pretoriani, ma si trovò in grave pericolo di vita allorquando perse il proprio cavallo. Si narra che Severo, estraendo la spada, corse tra i fuggitivi, sperando o che si sarebbero vergognati e sarebbero tornati a combattere o che sarebbe morto con essi. Molti dei soldati, allora, interruppero la loro ritirata e tornarono a combattere, riguadagnando terreno. A quel punto intervenne la cavalleria condotta da Leto che annientò l'esercito di Albino. Leto fu successivamente accusato di aver tardato a intervenire nella speranza che Albino e Severo avrebbero trovato entrambi la morte nella battaglia e che i soldati superstiti lo avrebbero proclamato imperatore; avrebbe deciso di intervenire solo quando avrebbe visto l'armata di Severo prevalere. Alla fine della giornata, Albino, resosi conto della sconfitta si suicidò, e la guerra finì con la vittoria di Severo. La Historia Augusta racconta che:
(Historia Augusta, Clodius Albinus, 9.3-4.)
Severo gli fece tagliare la testa e la inviò su una picca a Roma, come monito a chi lo aveva sostenuto, tra cui molti senatori che avevano colmato di onori molti membri della sua famiglia ed in particolare il fratello. Il corpo di Albino rimase parecchi giorni davanti al quartier generale di Severo fino a mandare fetore, fino a quando una volta straziato dai cani, fu gettato nelle acque del fiume. I suoi figli (uno secondo alcuni o due secondo altri) in un primo momento furono perdonati, ma poi anch'essi decapitati insieme alla loro madre e gettati nel fiume Rodano. Frattanto Lugdunum venne distrutta e non riuscì più a riprendersi nei secoli successivi.

## Conseguenze
La fine della guerra civile portò alla creazione di una nuova dinastia, quella dei Severi, in cui il carattere militare dell'imperatore ne uscì grandemente rafforzato. Questa nuova dinastia poté regnare sull'Impero romano tra la fine del II e i primi decenni del III secolo, dal 193 al 235, con una breve interruzione durante il regno di Macrino tra il 217 e il 218, avendo in Settimio Severo il suo capostipite ed in Alessandro Severo il suo ultimo discendente. Vi è da aggiungere che la guerra che frappose l'Occidente romano (Severo) con l'Oriente romano (Pescennio Nigro), favorì l'insicurezza lungo le frontiere dell'Eufrate, tanto da costringere il nuovo imperatore, una volta portata a termine la guerra civile, a combattere una nuova guerra contro i Parti negli anni 197-198.

### Contesto storico
- Dinastia degli Antonini
- Pertinace
- Didio Giuliano
- Pescennio Nigro
- Clodio Albino
- Settimio Severo